# فلافيوس مولدوفان
فلافيوس مولدوفان (بالرومانية: Flavius Moldovan)‏ هو لاعب كرة قدم روماني في مركز قلب الدفاع، ولد في 27 يوليو 1976 في Reghin ‏ في رومانيا. شارك مع منتخب رومانيا لكرة القدم. أما مع النوادي، فقد لعب مع جامعة كلوج ورابيد بوخارست وستيوا بوخارست ونادي براشوف ونادي تارغو موريش.

## وصلات خارجية
- فلافيوس مولدوفان على موقع قاعدة بيانات كرة القدم.إي يو (الإنجليزية)
- فلافيوس مولدوفان على موقع ناشيونال فوتبول تيمز (الإنجليزية)
- فلافيوس مولدوفان على موقع Soccerway.com (الإنجليزية)
- فلافيوس مولدوفان على موقع عالم كرة القدم.نت (الإنجليزية)